# Thomas Monarch
 Thomas Monarch  va ser un pilot de curses automobilístiques estatunidenc que va arribar a disputar curses de Fórmula 1.
Va néixer el 29 de maig del 1912 a Owensboro, Kentucky, USA i va morir també a Owensboro, Kentucky l'1 d'abril del 1964.

## A la F1
Thomas Monarch va debutar a la novena i penúltima cursa de la temporada 1963 (la catorzena temporada de la història) del campionat del món de la Fórmula 1, disputant el 27 d'octubre del 1963 el GP de Mèxic al circuit de Ciutat de Mèxic.
Va participar en una única prova puntuable pel campionat de la F1, no arribant a classificar-se per disputar-la i no assolí cap punt pel campionat del món de pilots.

## Resultats a la Fórmula 1
| Any  | Equip          | Xassís | Motor  | 1   | 2   | 3   | 4   | 5   | 6   | 7   | 8   | 9       | 10  | Posició | Punts |
| ---- | -------------- | ------ | ------ | --- | --- | --- | --- | --- | --- | --- | --- | ------- | --- | ------- | ----- |
| 1963 | Thomas Monarch | Lotus  | Climax | MON | BEL | HOL | FRA | GBR | ALE | ITA | USA | MEX NVS | SUD | -       | 0     |

### Resum
| Curses: | Victòries: | Pòdiums: | Poles: | Voltes ràpides: | Punts: |
| ------- | ---------- | -------- | ------ | --------------- | ------ |
| 1       | 0          | 0        | 0      | 0               | 0      |